# Æbeløholm
Æbeløholm er en ubeboet småø nordøst for Bogense og syd for Æbelø i Kattegat.
Via en ebbevej fra Lindø på Fyn er det muligt at vade over til øen, der med landtangen Brådet, der kun sjældent er oversvømmet, er forbundet med Æbelø. Landtangen eller draget sørger for, at sand og sten skylles videre til øens østlige og vestlige side og er dermed årsag til, at Æbeløholm vokser sig større.